# Johanna Marie Barends
Johanna Marie Barends (15 maggio 1893 – ...) è stata una donna olandese che, durante il secondo conflitto mondiale, nascose una bambina ebrea nella sua casa a Heerenveen.

## Biografia
Il 29 settembre 1942 l'ebrea Dewora Cohn, che all'epoca aveva sette anni, venne mandata a vivere con Johanna Barends e Cornelia de Jong a Heerenveen, nella provincia della Frisia; Johanna la spacciò per sua nipote, Doortje Barends. I genitori della bambina morirono in un campo di sterminio e, dopo la guerra, Dewora venne affidata alle due donne anziché ai suoi due zii, superstiti dell'Olocausto; rimase a vivere con loro fino all'età di diciotto anni. Il 4 gennaio del 1978 Johanna e Cornelia ricevettero la nomina a Giusto tra le nazioni.